# Sthelota
Sthelota là một chi nhện trong họ Linyphiidae.